# Pan Hankey
Pan Hankey (v anglickém originále Mr. Hankey, the Christmas Poo) je devátý díl první řady amerického komediálního animovaného televizního seriálu Městečko South Park.

## Děj
Kyle je smutný, že mu matka zakazuje hrát na divadelním představení hru o zrození Ježíše a slavit Vánoce. On sám se však za dobrého žida nepokládá a věří ve vánoční hovínko - pana Hankeyho, který mluví jen s ním. Zjeví se mu na záchodě a bere ho ukázat ostatním. Kyle se však kvůli tomu dostane do blázince, ale na školním divadelním představení pro každéhou z publika na divné téma, zjevil se všem a Kyle byl z léčebny vysvobozen. V tomto díle poprvé nezemřel Kenny.